# Calle og Kristoffer
Calle og Kristoffer er en dansk børnefilm fra 1998, der er instrueret af Klaus Kjeldsen efter manuskript af ham selv og Wojtek Kloczko.

## Handling
Calle og Kristoffer er venner. Faktisk er de rigtigt gode venner, men det er ved første øjekast et højst aparte venskab. Calle er en multihandicappet, voksen mand på 43 år, og Kristoffer er en rask og rørig knægt på fem år. De nyder ikke desto mindre hinandens selskab og leger godt sammen. Det hele er dog ikke bare sol og sommer. Som i alle venskaber er der også dril og irritation, men hovedindtrykket er et venskab på trods af alle odds, og det løfter filmen til et universelt udsagn om to buddies.